# Namsan (Seoul)
Der Namsan (Südberg) ist ein 265 Meter hoher Berg in der Mitte von Seoul in Südkorea.
Der gesamte Berg bildet den ca. 3 Quadratkilometer großen Namsan-Park, ein beliebtes Ausflugsziel in Seoul. Auf seinem Gipfel, der zu Fuß oder mit einer Seilbahn erreicht werden kann, steht der N Seoul Tower, ein nochmal 236 Meter hoher Fernsehturm. Hier stand auch das Bonghwadae, eines der im ganzen Land verteilten Meldefeuer, mit denen Gefahren und Invasionen an den Hof in Seoul gemeldet wurden. Am Fuße des Berges befinden sich das Nationaltheater, das Goethe-Institut, die Namsan-Bibliothek sowie ein botanischer Garten.